# Příliš mladá noc
Příliš mladá noc je český film režiséra Olma Omerzu z roku 2012, jedná se o jeho celovečerní debut. Premiéru měl na Berlinale na Fóru mladého filmu.

## Obsazení
| Martin Pechlát   | David    |
| Jiří Černý       | Štěpán   |
| Natálie Řehořová | Kateřina |
| Vojtěch Machuta  |          |
| Jan Vaši         |          |
| Milan Mikulčík   |          |
| Ondřej Volejník  |          |
| Nataša Burger    |          |
| Miloš Černoušek  |          |
| Leoš Noha        |          |

## Ocenění
Lukáš Milota byl nominován na Cenu Asociace českých kameramanů.

## Recenze
- František Fuka, FFFilm